# Kika van Es
Kika van Es (født 11. oktober 1991) er en hollandsk fodboldspiller, der spiller som forsvarsspiller for Achilles '29 i Eredivisie og Holland.

## Hæder

### Landshold
Holland
- EM i fodbold for kvinder: Vinder af EM 2017.